# SDS-1
Le Small Demonstration Satellite (SDS) est un satellite construit dans le cadre d'un programme de la JAXA visant à développer et à démontrer des technologies pour et grâce aux petits satellites. L'un des objectifs à moyen terme est également de démontrer le vol en formation. SDS-1 a été lancé à bord d'une fusée H-IIA le 23 janvier 2009, comme charge utile secondaire de GOSAT. L'opération s'est achevée avec succès le 8 septembre 2010.
Le programme a débuté au printemps 2006 et s'inscrit dans la continuité du satellite MicroLabSat, lancé le 14 décembre 2002 et dont les opérations ont cessé le 27 septembre 2006.
Les expériences suivantes étaient à bord :
- MTP (Transpondeur intégré multimode)
- SWIM (module de démonstration SpaceWire)
- AMI (équipement d'expérimentation en orbite de micro-traitement avancé)
- TFC (cellule solaire à couche mince)
- DOS (Petit dosimètre)
- Expérience de technologie de bus de petits satellites.

La masse totale du satellite est de 100 kg.